# Sportsklubben Nationalkameratene
Lo Sportsklubben Nationalkameratene, noto anche come National, è una società calcistica norvegese con sede nella città di Trondheim. Il club disputò tre stagioni nella Norgesserien, all'epoca massima divisione locale.